# Dominika Skrzypek
Dominika Maria Skrzypek (ur. 1976) – polska językoznawczyni, profesor nauk humanistycznych.

## Życiorys
W 2004 r. obroniła pracę doktorską pt. Rozpad fleksji nominalnej w języku staroszwedzkim. Zanik celownika, której promotorem był dr hab. Witold Maciejewski, w 2013 r. habilitowała się na podstawie pracy zatytułowanej Gramatykalizacja (nie)określoności w języku szwedzkim. W 2025 r. uzyskała tytuł profesora nauk humanistycznych. 
Została pracownikiem naukowym na Uniwersytecie im. Adama Mickiewicza w Poznaniu i na Uniwersytecie SWPS.
Należy do Rady Dyscypliny Naukowej - Językoznawstwa i Literaturoznawstwa UAM.
Od 1 stycznia 2025 pełni funkcję kierownika Katedry Skandynawistyki UAM.